# Мёрфи, Генри
Гарольд (Генри) Лоусон Мёрфи (англ. Henry Lawson Murphy; 12 декабря 1882, Дублин — 5 января 1942, Ноттинг-Хилл, Большой Лондон) — ирландский хоккеист на траве, полузащитник. Серебряный призёр летних Олимпийских игр 1908 года.

## Биография
Генри Мёрфи родился 12 декабря 1882 года в британском городе Дублин (сейчас в Ирландии).
Играл в хоккей на траве за дублинскую команду «Три Рок Роверз».
В 1908 году вошёл в состав сборной Ирландии по хоккею на траве на летних Олимпийских играх в Лондоне и завоевал серебряную медаль, которая пошла в зачёт Великобритании, в состав которой тогда входила Ирландия. Играл на позиции полузащитника, провёл 2 матча, мячей не забивал.
Умер 5 января 1942 года в районе Ноттинг-Хилл британского города Лондон.